# Hugelitz (Lindau)
Hugelitz (mundartlich: Hugəlits) ist ein Gemeindeteil der bayerisch-schwäbischen Großen Kreisstadt Lindau (Bodensee).

## Geografie
Die Einöde liegt circa sieben Kilometer nordöstlich der Lindauer Insel. Nördlich der Ortschaft verläuft die Ländergrenze zur Gemeinde Achberg in Baden-Württemberg. Östlich von Hugelitz verlaufen die Gemeindegrenze zur Gemeinde Weißensberg und die Bundesautobahn 96.

## Ortsname
Der Ortsname stammt vom Personen(bei)namen Hugelitz und bedeutet Ansiedlung des Hugelitz. Der frühere Ortsname Reuthaus bedeutet Rodesiedlung an dem Haus.

## Geschichte
Hugelitz wurde erstmals urkundlich im Jahr 1347 als Rútthuß erwähnt. Anfang des 17. Jahrhunderts kam mit Jacob hugeli und Jacob haugelin dann die Bezeichnung Hugelitz auf. Im Jahr 1626 wurde der Ort Hugelitz v. alt. Rötlishof zum Reuthauß genannt. Der Ort gehörte einst zum äußeren Gericht der Reichsstadt Lindau und später zur Gemeinde Oberreitnau, die 1971 in der Gemeinde Reitnau aufging, welche ihrerseits 1976 in die Stadt Lindau eingemeindet wurde.

## Persönlichkeiten
- Josef Reinhardt (1927–1994), Sinto-Violinist und Sinti-Darsteller